# Hank Evans
Henry George Evans, detto Hank (Stoneboro, 6 dicembre 1914 – Hermitage, 1º gennaio 2000), è stato un cestista statunitense, professionista nella NBL.

## Carriera
Giocò una stagione nella NBL, disputando 28 partite con 8,5 punti di media.